# 牧伸二のサアお立合い!
『牧伸二のサアお立合い!』（まきしんじのサアおたちあい!）は、1969年1月24日から1972年9月29日まで放送された東京12チャンネル（現・テレビ東京）製作の音楽バラエティ番組である。牧伸二の冠番組。

## 概要
牧伸二をホストに、毎週歌と笑いのゲストを迎えた音楽・バラエティ番組。
会場には、若い根っこの会の会員を招いて、ゲストと一緒に参加してもらっていた。
開始当初から1970年9月25日まではモノクロ放送、1970年10月2日以降はカラー放送を実施。

## 放送時間
どちらも東京12チャンネルの時間帯とする（出典：）。
| 放送期間   | 放送期間   | 放送時間（日本時間）       |
| ---------- | ---------- | -------------------------- |
| 1969.01.24 | 1970.09.25 | 金曜 19:30 - 20:00（30分） |
| 1970.10.02 | 1972.09.29 | 金曜 19:00 - 19:56（56分） |

## 放送局
- 東京12チャンネル（製作局）
- 北海道放送（途中打ち切り）：土曜 15:00 - 15:56（1971年7月3日 - 1972年9月2日）[8]
- サンテレビ（同時ネット・途中打ち切り）：金曜 19:00 - 19:56（1971年4月2日 - 1972年月14日）[9]
- 山陽放送（途中打ち切り）：水曜 16:00 - 16:56（1970年10月21日 - ）→土曜 8:30 - 9:26（1971年10月2日 - ）→日曜 15:00 - 15:56（1972年1月9日 - 1972年4月9日）※放送されなかった回あり。打ち切り後は『大江戸捜査網』を放送[10]